# 3935 Toatenmongakkai
3935 Toatenmongakkai је астероид главног астероидног појаса са пречником од приближно 11,41 .
Афел астероида је на удаљености од 3,131 астрономских јединица (АЈ) од Сунца, а перихел на 1,950 АЈ.
Ексцентрицитет орбите износи 0,232, инклинација (нагиб) орбите у односу на раван еклиптике 8,740 степени, а орбитални период износи 1479,413 дана (4,050 године).
Апсолутна магнитуда астероида је 12,10 а геометријски албедо 0,196.
Астероид је откривен 14. августа 1987. године.